# الفزاعة (فلم)
الفزاعة (بالإنجليزية: Scarecrow) هو فيلم مغامرات تراجيدي أمريكي، من إنتاج 1973. سيناريو غاري مايكل وايت، إخراج جيري سكاتزبيرغ، إنتاج روبرت أم.شيرمان، بطولة جين هاكمان وآل باتشينو.

## القصة
يتمحور الفيلم حول علاقة غريبة بين اثنين من المتشردين، ماكس ميلان (جين هاكمان)، وهو محكوم سابق سريع الغضب، وفرانسيس ليونيل الملقب بالأسد (آل باتشينو)، وهو بحار سابق ذو شخصية طفولية. يجتمعان على الطريق في ولاية كاليفورنيا، ويتفقان على أن يتشاركا في افتتاح ورشة لغسيل السيارات حال وصولهما بيتسبرغ. الأسد كان في طريقة إلى ديترويت لرؤية طفله الذي لم يلتقيه قط، وإصلاح الأمور مع زوجته آني التي أرسل لها كل ما جمعه من مال حينما كان يعمل في البحر. ماكس يوافق على الانعطاف في الطريق إلى بيتسبرغ، حيث يقع البنك الذي أرسل الأسد أمواله إليه. أثناء قيامهما بزيارة شقيقة ماكس في دنفر، تتسبب تصرفاتهما الغريبة في دخولهما السجن لشهر، ماكس يلوم الأسد على ذلك، فينفصل الاثنان عن بعضهما. في السجن يقوم أحد النزلاء ويدعى رايلي بالاعتداء على الأسد، فيقوم ماكس بتلقين رايلي درساً، وبذلك تعود صداقة ماكس والأسد من جديد. بعد وصولهما إلى ديترويت، يصاب الأسد بالشلل لسماعه نبأ وفاة طفله، وهي أكذوبة إختلقتها زوجته ليشعر بالذنب لتركها وطفلها، فيعمد ماكس للاعتناء بصديقه.

## طاقم الفيلم
| ممثلون                                | ممثلون                          | ممثلون     | ممثلون     |
| الممثل                                | الدور                           |            |            |
| جين هاكمان(Gene Hackman)              | ماكس ميلان (Max Millan)         |            |            |
| آل باتشينو (Al Pacino)                | فرانسيس ليونيل (Francis Lionel) |            |            |
| إيلين برينان (Eileen Brennan)         | دارلين (Darlene)                |            |            |
| دوروثي تريستان (Dorothy Tristan)      | كولي (Coley)                    |            |            |
| آن ويجويرث (Ann Wedgeworth)           | فرينتشي (Frenchy)               |            |            |
| ريتشارد لينش (Richard Lynch)          | رايلي (Riley)                   |            |            |
| بينيلوب ألين (Penelope Allen)         | آني غليسون (Annie Gleason)      |            |            |
| ريتشارد هاكمان (Richard Hackman)      | ميكي جرينوود (Mickey Grenwood)  |            |            |
| آل سينغولاني (Al Cingolani)           | سكيبر (Skipper)                 |            |            |
| روتانيا ألدا (Rutanya Alda)           | امرأة في مخيم (Woman in camp)   |            |            |
| فريق العمل                            | فريق العمل                      | فريق العمل | فريق العمل |
| الاسم                                 | الاختصاص                        |            |            |
| غاري مايكل وايت (Garry Michael White) | كاتب سيناريو (Scriptwriter)     |            |            |
| جيري سكاتزبيرغ (Jerry Schatzberg)     | مخرج (Director)                 |            |            |
| روبرت أم.شيرمان (Robert M. Sherman)   | منتج (producer)                 |            |            |
| فريد مايرو (Fred Myrow)               | موسيقي (Composer)               |            |            |
| فيلموس زيغموند (Vilmos Zsigmond)      | مصور سينمائي (Cinematographer)  |            |            |
| إيفان لوتمان (Evan Lottman)           | مونتير (Film editor)            |            |            |
| ------------------------------------- | ------------------------------- | ---------- | ---------- |

## روابط خارجية
- مقالات تستعمل روابط فنية بلا صلة مع ويكي بيانات